# Cizara ardeniae
Cizara ardeniae là một loài bướm đêm thuộc họ Sphingidae. Loài này có ở miền đông vùng duyên hải của Úc và New Zealand.
Sải cánh dài khoảng 60 mm.
Ấu trùng ăn nhiều loài Rubiaceae, bao gồm Coprosma repens, Coprosma quadrifida, Coprosma lucida và Myrmecodia beccarii.

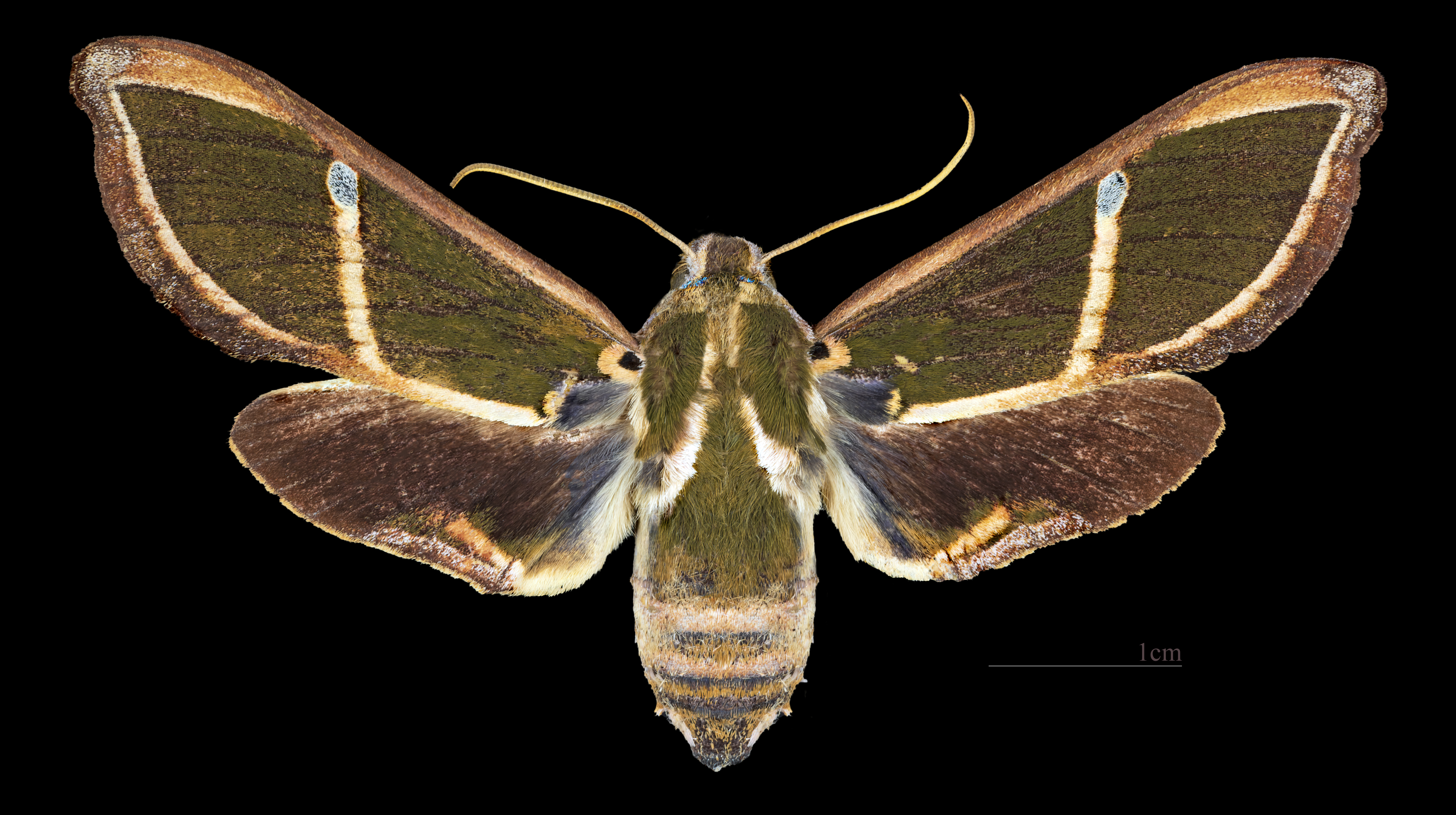
Cizara ardeniae  ♀
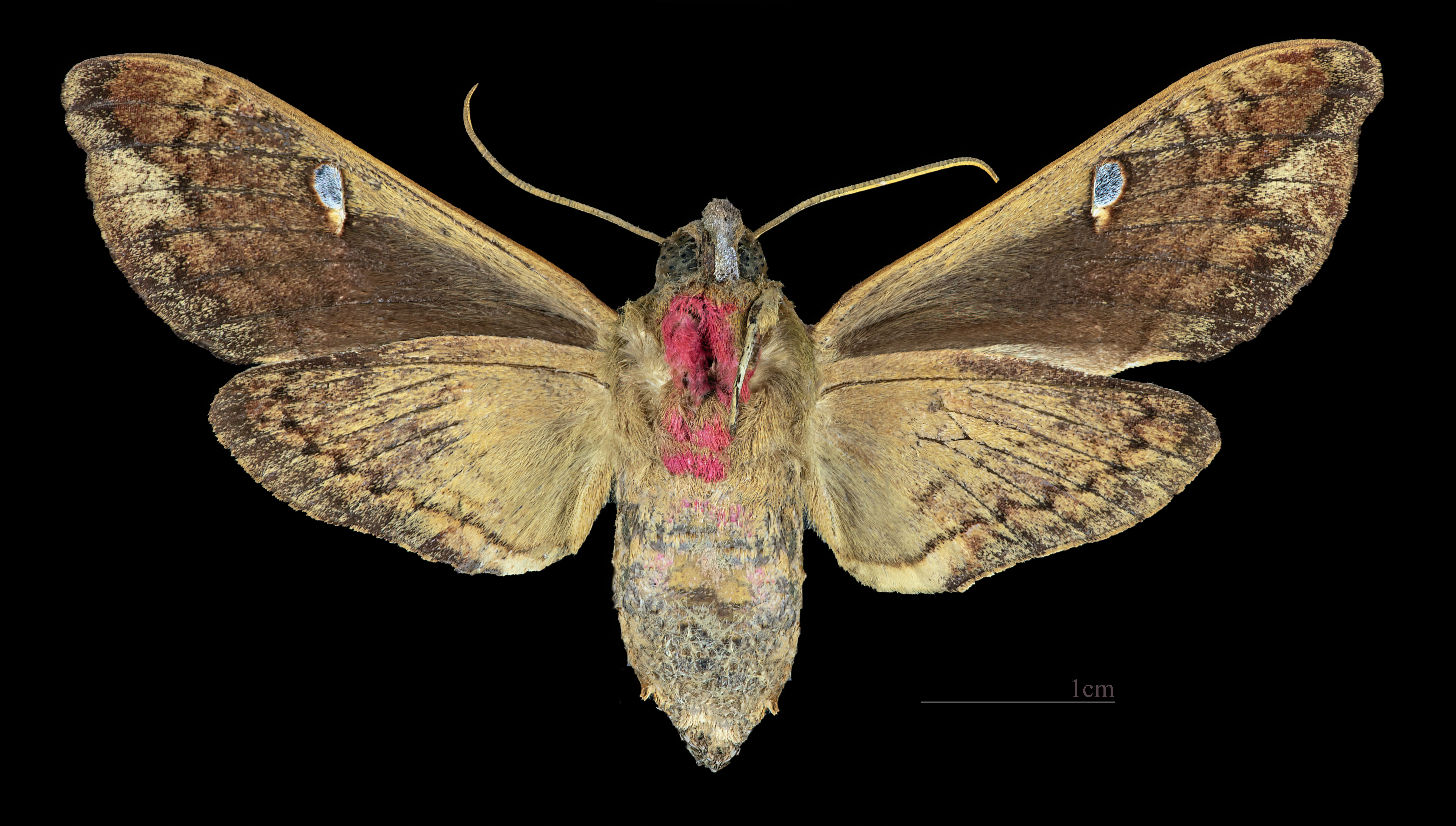
Cizara ardeniae ♀ △